# SAS-3
SAS-3 — третий спутник в серии малых астрономических спутников (Small Astronomical Satellites, SAS) НАСА, запущенный с итальянско-кенийской платформы Сан-Марко в Индийском океане 5 мая 1975 года. 
Спутник, сделанный в Университете им. Джонса Хопкинса (Johns Hopkins University) и Лаборатории прикладной физики (Applied Physics Laboratory), был предложен в Массачусетском технологическом институте; оттуда же велось его управление в течение всего периода работы. Обсерватория несла 4 инструмента для исследования неба в рентгеновском диапазоне.
Спутник имел возможность трёхосной стабилизации, обеспечиваемой гироскопами относительно оси z спутника. Ориентация оси z (оси вращения спутника) могла быть изменена в течение часов с использованием магнитных катушек, которые взаимодействовали с магнитным полем Земли. Солнечные панели заряжали аккумуляторы обсерватории в течение дневной части его орбиты. Таким образом спутник фактически не имел расходных материалов для своей работы на орбите, кроме естественной деградации орбиты, времени жизни аккумуляторов и аппаратуры, записывающей измерения на магнитную ленту.
Обычный режим работы спутника — вращающийся, с частотой около одного оборота в орбиту (95 минут). В таком режиме детекторы LED, TCE, SCE, чьё поле зрения было направлено вдоль оси Y, сканировали небо. Вращение могло быть остановлено для проведения относительно длительных (до 30 минут) наблюдений этими инструментами. Измерения записывались на магнитную ленту и проигрывались для передачи на Землю во время пролёта приёмных станций.
Передача команд и приём научной информации вёлся в Центре космических полётом им Годдарда НАСА (Гринбелт, Мэрилэнд, США), однако данные переправлялись по модему в МТИ, где они обрабатывались в реальном времени. Планирование наблюдений на последующую орбиту проводилось с учётом результатов предыдущей.

## Инструменты
Инструменты обсерватории SAS-3 включали:
Rotating Modulation Collimator, вращающийся модуляционный коллиматор. Поле зрения инструмента было направлено вдоль оси Z спутника. Инструмент работал в диапазоне 2-11 кэВ и был предназначен для определения положения ярких рентгеновских источников с точностью до 15 угл секунд.
Slat и Tube collimated instrument представляли собой пропорциональный газовый счётчик с рабочим диапазоном энергий 1-60 кэВ. Ось инструментов была направлена вдоль Y. Slat collimated instrument состоял из трёх счётчиков с эффективными площадями 75 см² и полями зрения, разведёнными на 30 градусов друг относительно друга. Размер поля зрения счётчиков — центрального 1х32 градуса, правого и левого 0.5х32 градуса. За время каждой орбиты около 60 % неба сканировалось этим инструментом с эффективностью 300—1125 см² сек. Tube collimated instrument состоял из трёх счётчиков с полями зрения 1.7 градуса. Один из трёх счётчиков был отвёрнут от оси Y спутника на 5 градусов и, таким образом, мог использоваться как монитор фоновой скорости счёта по отношению к остальным двум счётчикам. 
Инструмент Low-Energy Detector (LED), также направленный вдоль Y, состоял из 4-х параболических зеркал-концентраторов с полем зрения 2.9 градуса и газовых счётчиков с рабочим энергетическим диапазоном 0,1-1 кэВ.

## Основные результаты
- Практически сразу же после открытия рентгеновских барстеров спутником ANS обсерватория SAS-3 открыла более десятка барстеров в Галактике, включая такой пекулярный источник как Быстрый Барстер/MXB1730-335. Наблюдения SAS-3 позволили сделать вывод, что барстеры — это нейтронные звёзды, на которых происходит взрывное термоядерное горение атмосферы[1][2].
- Инструмент RMC впервые дал астрометрические положения большого числе рентгеновских источников достаточно точные для того, чтобы можно были связать рентгеновские источники с оптическим объектами неба[3].
- Открыто рентгеновское излучение от двойных систем с сильно замагниченными белыми карликами, поляров (систем типа AM Her)
- Открыто мягкое рентгеновское излучение одиночного белого карлика HZ 43[4]
- Проведён обзор фонового излучения неба в мягком рентгеновском диапазоне. Показано, что его поверхностная яркость антикоррелирует с количеством нейтрального вещества в Галактике на луче зрения[5]]

## Другие спутники программы SAS
- Uhuru
- SAS-2